# Gyangqai (sockenhuvudort i Kina, Qinghai Sheng, lat 34,17, long 100,40)
Gyangqai (kinesiska: 江千, 江千乡, 西娘塘) är en sockenhuvudort i Kina. Den ligger i provinsen Qinghai, i den nordvästra delen av landet, omkring 300 kilometer sydväst om provinshuvudstaden Xining. Antalet invånare är 3 462. Befolkningen består av 1 760 kvinnor och 1 702 män. Barn under 15 år utgör 27,0 %, vuxna 15-64 år 67 %, och äldre över 65 år 5,0 %.
Runt Gyangqai är det mycket glesbefolkat, med 3 invånare per kvadratkilometer. Trakten runt Gyangqai består i huvudsak av gräsmarker.